# Армен Амбарцумян (вратар)
Вижте пояснителната страница за други личности с името Армен Амбарцумян.
Армен Амбарцумян роден на 18 февруари 1978 г. в Пловдив.(на арменски: Արմեն Համբարձումյան; на български: Армен Амбарцумян) е бивш арменски футболен вратар. Интересно е, че има два гола в кариерата си вкарани от дузпи за Ботев и Славия.

## Кариера
Армен е роден в Пловдив и от малък е фен на Локомотив (Пловдив), но след като преминава в Ботев става голям фен на отбора и любимец на феновете. През 2001 преминава в Марек, където става твърд титуляр и е повикан в националния тим на Армения. На 7 юни 2002 дебютира в мач с Андора. След края на сезон 2002/03 към него има интерес от Левски, но в крайна сметка преминава в Славия. Играе там 4 сезона, но е титуляр само в 2 от тях. Армендо губи титулярното място от Емил Петров. След края на сезон 2006/07 Славия решава да го освободи, но поради травмата на Петров му е предложен договор. Няколко месеца по-късно, след привличането на Йордан Господинов, Армен разтрогва договора си.. След това играе в Кипър, но там е преследван от контузии През октомври 2010 се завръща в Ботев. Започва сезон 2011/12 като титуляр, записвайки 2 срещи – срещу Добруджа и Спартак Варна. Армен пази неизменно на вратата на „канарчетата“ през първия полусезон, но с привличането на Христо Иванов става резерва. През май 2012 решава да напусне Ботев и да пробва късмета си в чужбина. Интерес към него има от Улисес Ереван. В крайна сметка Армандо спира с футбола и става треньор в Раковски
От 2012 г. е треньор на вратарите в Берое (Стара Загора).